# Become (Beach House)
Become è un EP del duo musicale statunitense Beach House, pubblicato nel 2023.

## Tracce
1. American Daughter – 4:15
2. Devil's Pool – 4:00
3. Holiday House – 5:06
4. Black Magic – 5:08
5. Become – 5:58

## Formazione
- Victoria Legrand
- Alex Scally